# Glischropus
Glischropus es un  género de murciélagos microquirópteros de la familia Vespertilionidae propios del Sudeste Asiático.

## Especies
Se reconocen las siguientes especies:
- Glischropus aquilus[2] Csorba, Görföl, Wiantoro, Kingston, Bates & Huang, 2015
- Glischropus bucephalus[3] Csorba, 2011
- Glischropus javanus Chasen, 1939
- Glischropus tylopus (Dobson, 1875)